# VorSicht – Das Rhein-Nahe-Journal

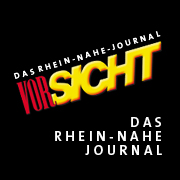
Logo des Journals

VorSicht – Das Rhein-Nahe Journal ist ein werbefinanziertes, kostenlos verbreitetes Monatsmagazin für Bad Kreuznach, Bingen am Rhein, Ingelheim am Rhein, Bad Sobernheim, Kirn und Umgebung. Herausgeber ist der Verlag Matthias Ess. Verteiler sind öffentliche Vertriebsstellen wie Kinos, gastronomische Betriebe, Boutiquen u. ä.

## Geschichte
Das Journal erscheint seit 1984, die Auflage beträgt zurzeit 15.000 Exemplare. Inhaltliche Schwerpunkte sind ein Veranstaltungskalender, Interviews mit Persönlichkeiten aus Musik und Showgeschäft sowie Hintergrundberichte über Themen des öffentlichen Lebens. 
Als Supplement erscheinen einmal jährlich der VorSicht-Guide-"Feste und Events" mit den wichtigsten Veranstaltungsterminen in der Region Rhein-Nahe zwischen Mai und Oktober, und der VorSicht-Guide-"Ausbildung" in Zusammenarbeit mit der regionalen Agentur für Arbeit mit Themen, die über die Berufswahl und -ausbildung Jugendlicher informieren.